# Bluff (film, 1976)
Pour les articles homonymes, voir Bluff (homonymie).
Pour plus de détails, voir Fiche technique et Distribution.
Bluff (Bluff storia di truffe e di imbroglioni) est un film italien réalisé par Sergio Corbucci, sorti en 1976.

## Synopsis
L'intrigue se déroule au plus fort des années folles sur la Riviera. Passés maîtres dans l'art de l'arnaque, le jeune Félix, le chevronné Philip Bang et sa fille s'associent pour mettre au point un formidable plan visant à délester la richissime chef de gang Belle Duke d'une véritable fortune.

## Fiche technique
- Titre : Bluff
- Titre original : Bluff storia di truffe e di imbroglioni
- Réalisation : Sergio Corbucci
- Scénario : Massimo De Rita, Sergio Corbucci, Mickey Knox et Arduino Maiuri
- Photographie : Marcello Gatti
- Musique : Lelio Luttazzi
- Production : Mario Cecchi Gori, Jo Anna Kneeland et Ted Kneeland
- Pays de production : Italie
- Durée : 105 minutes (version originale) - 92 minutes (version française)
- Date de sortie : 1976

## Distribution
- Adriano Celentano (VF : Jacques Balutin) : Félix
- Anthony Quinn (VF : Henry Djanik) : Philip Bang
- Capucine (VF : elle-même) : Belle Duke
- Corinne Cléry (VF : Marie-Christine Darah) : Charlotte
- Renzo Marignano (VF : Bernard Musson) : Sarto
- Helen Stirling (VF : Aline Bertrand) : la propriétaire de l'hôtel
- Mario Donatone (VF : Albert Augier) : le garde de la seconde prison
- Mickey Knox : Philip Accomplice

## Autour du film
- Au total, 12 minutes ont disparu du montage français, faisant l'impasse sur certains détails de l'intrigue : quelques séquences y ont été abrégées (concernant notamment certains tours de cartes), d'autres, tout bonnement supprimées (comme celle à bord d'un wagon de marchandises).